# Hynobius maoershanensis
Hynobius maoershanensis är en groddjursart som beskrevs av Zhou, Jiang och Jiang 2006. Hynobius maoershanensis ingår i släktet Hynobius och familjen Hynobiidae. IUCN kategoriserar arten globalt som otillräckligt studerad. Inga underarter finns listade i Catalogue of Life.